# José Olguín (Fußballspieler)
José Miguel Olguín Farías (* 2. August 1903 in La Ligua; † 16. November 1991 in Santiago de Chile) war ein chilenischer Fußballspieler. Der Stürmer absolvierte acht Länderspiele für die chilenische Nationalmannschaft und nahm mit dieser an den Olympischen Sommerspielen 1928 in Amsterdam teil.

## Vereinskarriere
José Olguín begann in seiner Geburtsstadt mit Tennis und Leichtathletik, Fußball spielte er nur, wenn Spieler fehlten. 1921 kam Olguín in die Hauptstadt an die Escuela Normal Superior José Abelardo Núñez, wo er studierte und Sport zum Pflichtteil gehörte. Ein Lehrer, Marco Vera, überzeugte Olguín, als Stürmer zu spielen. Die ehemaligen Studenten der Schule David Arellano y Julio Sepúlveda brachten ihn 1926 dann zum im April 1925 gegründeten CSD Colo-Colo. Olguín war die erste Verpflichtung der Klubgeschichte. Mit den Albos ging der Offensivakteur 1927 auf eine internationale Tour nach Amerika und Europa und gewann mit dem Klub verschiedene regionale Titel. Mit Gründung der Primera División 1933 war Olguín professioneller Fußballspieler. Er blieb bei Colo-Colo bis 1935. 1939 lief Olguín nach drei Jahren Inaktivität nochmal für Santiago Morning auf.

## Nationalmannschaftskarriere
José Olguín debütierte beim Campeonato Sudamericano 1924 bei der 0:5-Niederlage gegen Gastgeber Uruguay. Beim Turnier absolvierte er von Colo-Colo alle drei Partien, allerdings beendete La Roja das Turnier mit drei Niederlagen und damit als Letzter. Beim Campeonato Sudamericano 1926 im eigenen Land spielte Olguín drei der vier Spiele. Chile wurde mit zwei Siegen, einem Unentschieden und einer Niederlage Turnierdritter, punktgleich mit Argentinien.
José Olguín wurde zudem für die Olympischen Sommerspiele 1928 in Amsterdam nominiert. In der Vorrunde gegen Portugal spielte er bei der 2:4-Niederlage nach Verlängerung. Im Finale der Trostrunde beim 2:2-Unentschieden gegen Gastgeber Niederlande absolvierte Olguín sein achtes und letztes Länderspiel.

## Erfolge
Colo-Colo
- Serie F de la Liga Central de Football de Santiago: 1928
- Liga Central de Football de Santiago: 1929
- División de Honor: 1930
- Campeonato de Apertura: 1933